# عناصر ساشا – آتش
عناصر ساشا – آتش (لهستانی: Żywioły Saszy. Ogień) یک مجموعهٔ تلویزیونی جنایی لهستانی است که در سال ۲۰۱۸ منتشر شد. داستان فیلم دربارهٔ یک جرم‌شناس بالینی به نام «ساشا ژاووسکا» است که او را مأمور حل پروندهٔ یک آتش‌افروزی در شهر ووچ می‌کنند.

## گزیدهٔ بازیگران
- ماگدالنا بوچارسکا
- میروسواف هانیشفسکی
- آندژی کونوپکا
- اریکا کار
- مارچین چارنیک
- آلکساندرا کونیچنا
- آرکادیوش یاکوبیک
- یژی ترلا
- ماریا پاکولنیس
- اوا کنستانتسیا بوئوخاک
- سباستیان استانکیه‌ویچ
- آگنیشکا وُسینسکا
- کشیشتف دراچ
- پیوتر چیرووس
- پائولینا والنجیاک

## قسمت‌ها
| شم. | عنوان    | مدت پخش  | تاریخ انتشار اصلی |
| --- | -------- | -------- | ----------------- |
| ۱   | «قسمت ۱» | ۴۱ دقیقه | ۱۷ نوامبر ۲۰۲۰    |
| ۲   | «قسمت ۲» | ۴۵ دقیقه | ۲۴ نوامبر ۲۰۲۰    |
| ۳   | «قسمت ۳» | ۴۵ دقیقه | ۱ دسامبر ۲۰۲۰     |
| ۴   | «قسمت ۴» | ۴۵ دقیقه | ۸ دسامبر ۲۰۲۰     |
| ۵   | «قسمت ۵» | ۴۲ دقیقه | ۱۵ دسامبر ۲۰۲۰    |
| ۶   | «قسمت ۶» | ۴۳ دقیقه | ۲۲ دسامبر ۲۰۲۰    |
| ۷   | «قسمت ۷» | ۴۳ دقیقه | ۲۹ دسامبر ۲۰۲۰    |